# Can Gilet
Can Gilet, dit també Can Mayol o casa de Josepa Mayol, és un edifici de Palma situat al nombre 12 de l'avinguda d'Alemanya. El projecte, datat de 1936, és de Francesc Casas Llompart, i se circumscriu dins el racionalisme arquitectònic.
L'edifici, concebut inicialment com a habitatge unifamiliar, és de composició simple, i remarca l'horitzontalitat pròpia de l'arquitectura racionalista. El 1960 s'instal·là en els baixos comercials l'establiment proveïdor de màquines d'escriure i material d'oficina fundat per Josep Gilet, que dona nom a l'edifici. El 2009, la façana estava en estat de deteriorament, i va ser restaurada.